# محمود الخرابشة
محمود الخرابشة (مواليد عام 1951)  سياسي ومحامي أردني شغل من منصب وزير دولة للشؤون القانوينة من 7 آذار إلى 11 تشرين الأول 2021 ومنصب وزير دولة  من 12 تشرين الأول 2020 إلى 7 آذار 2021 في حكومة بشر الخصاونة.
كان في السابق عضوًا في مجلس النواب في البرلمانات من الثاني عشر إلى السابع عشر. شغل عدة فترات كرئيس للجنة القانونية بمجلس النواب.

## المؤهلات العلمية
- - دكتوراه في القانون من جامعة بغداد.
  - ماجستير إدارة عامة من الجامعة الأردنية.
  - بكالوريوس إدارة عامة من الجامعة الأردنية.
  - بكالوريوس علوم سياسية من الجامعة الأردنية.[3]

## الخبرات العملية
- ضابط مخابرات متقاعد.
- محامي ممارس.[3]

## الملامح العامة للبرنامج السياسي والإقتصادي والإجتماعي
التركيز على الوحدة الوطنية في مواجهة التحديات الخارجية والداخلية، والإصلاح السياسي وتعديل قانون الانتخاب والاتجاه نحو إشراك القوى السياسية والحزبية والنقابية في القرار السياسي واجراء الانتخابات البلدية بموعدها المقرر وإعادة النظر في مشروع اللامركزية. ومحاربة الفساد الإداري والمالي من خلال تفعيل دور ديوان المحاسبة. وإعادة النظر بالأولويات وتعزيز دور القطاع الخاص وحماية المؤسسات المالية ودراسة واقع الاستثمار بالإضافة إلى تطوير القطاع العام. وأشار إلى أهمية الاسترشاد بمحاور الأجندة الوطنية التي تمثل برنامجا سياسيا واقتصاديا واجتماعيا. وتطوير قطاع التعليم والزراعة والخدمات الصحية وركز على استقلال القضاء وذلك وفقا لمبدأ فصل السلطات.

## الحياة السياسية
في عام 1999 عارض تعديل المادة 340 من القانون ، التي خففت العقوبة أو تبرأت من قتل أفراد الأسرة بسبب الإضرار بشرف الأسرة. في أكتوبر / تشرين الأول 2007 ، قال مرة أخرى إن المجتمع الأردني سيستغرق وقتًا طويلاً لتغيير موقفه من جرائم الشرف.
أثناء توليه منصب رئيس اللجنة القانونية في مجلس النواب بداية عام 2000 ، اتهم خرابشة عصام الروابدة، نجل رئيس الوزراء الأردني عبد الرؤوف الروابدة ، بالفساد.
بعد انتخاب برلمان جديد في عام 2003 ، طُرحت عدة قوانين مؤقتة للمراجعة. اثنتان منها تتعلقان بحقوق المرأة: المادة 340 دعت إلى تخفيف العقوبة نفسها على المرأة مثل ارتكاب جرائم الشرف ، وأعطى قانون الخلع المرأة الحق في طلب الطلاق دون إبداء سبب مقابل مهر زواجها. قال خرابشة إنه سيصوت ضد قانون الخلع لأنه يرى أنه يتعارض مع الشريعة الإسلامية. كما قال إن «المرأة ستدمر الأسرة إذا كان الطلاق بيدها».